# Bulgarie aux Jeux paralympiques d'hiver de 2010
Cet article présente des informations sur la participation et les résultats de la Bulgarie aux Jeux paralympiques d'hiver de 2010.

## Participation
La Bulgarie était représenté par 3 athlètes aux Jeux paralympiques d'hiver de 2010 à Vancouver (Canada).

## Ski de fond
Les athlètes sont :
- Yoana Ermenkova
- Aleksander Stoyanov
- Ivaylo Vatov

## Source
- (en) Cet article est partiellement ou en totalité issu de l’article de Wikipédia en anglais intitulé « Bulgaria at the 2010 Winter Paralympics » (voir la liste des auteurs).